# Куранес
Куранес (англ. Kuranes) — это вымышленный персонаж из творчества Говарда Лавкрафта и последователей «Мифов Ктулху». Впервые появился в рассказе «Селефаис» (1922) из «Цикла снов». Позже он появляется в повести «Сомнамбулический поиск неведомого Кадата» (1926).

## Описание
Куранес — это имя или псевдоним герой получил во сне (его настоящее имя никогда не разглашалось). Он опытный сновидец и часто совершал визиты в Страну Снов. Еще в юности создал в своих снах город Селефаис, который появился в Стране снов (в долине Оот-Наргай). Когда он стал старше, он все больше отчаянно пытался вернуться в этот город, в конце концов прибегнув к наркотикам, чтобы дать ему больше времени на поиски своего любимого города. Только после смерти он вернется в город своей мечты, чтобы вечно править там как король Куранес. 
Происходит из семьи землевладельцев в Корнуолле, последний в роду, но удача отвернулась от него. Его деньги, земли и замок канули в прошлое, и ему уже безразлично, кем он слывет меж людьми. Куранес не любил пышности и величия придворной жизни и проводил большую часть времени в мечтах, на созданной им земле, где стоял дом, в котором он жил в Корнуолле, когда был мальчишкой. Пробовал писать, но его высмеивали и тогда он стал писать для себя, а затем, и вовсе бросил это занятие. Чем больше он удалялся от мира, тем изумительнее становились его сны и всякая попытка описать их была заранее обречена на неудачу. Он был человек несовременный и видел красоту в мечтах детства. Ему снился родной дом, увитый плющом, где жили тринадцать поколений его предков.  
Так он столкнулся с проблемой жизни в двух мирах сразу, он полностью забывает про свои потребности в реальном мире и умирает. По иронии судьбы,  
Позже Куранес появляется в повести «Сомнамбулический поиск неведомого Кадата» (1927), где он правит как король в Селефаис. По иронии судьбы, Куранес скучал по обычным вещам своего родного города, где он провел детство. Более не испытывая утешения от неземной красотой Страны грез, Куранес использовал свои силы, чтобы превратить небольшую ее часть в точную копию своего дома в Корнуолле, что стоял у моря. Там он повстречал Рэндольфа Картера в качестве своего гостя во время его поисков Кадата.
Лавкрафт оставляет намек на личность Куранеса в рассказе «Крысы в стенах». Леди Маргарет Тревор из Корнуолла, дворянка, вышедшая замуж за отпрыска семьи Де Ла Поэр в четырнадцатом веке, по-видимому, была прямым предком Куранеса. Рассказчик «Селефаис», последний из знатной семьи, тринадцать поколений жившей в родовом поместье на побережье по другую сторону холмов Суррей, в Лондоне. Он умирает у дома предков, который называется Тревор Тауэрс. Таким образом, рассказчика звали Тревор, и его семья должна была быть дворянской во время замужества леди Маргарет.